# Музей Герцля
Музей Герцля (ивр. מוזיאון הרצל‎, англ. Herzl Museum) — это мемориальный музей, который занимается изучением и сохранением наследия Теодора Герцля. Музей находится в Иерусалиме (Израиль) на площади на горе Герцля.

## История
Вскоре после смерти Теодора Герцля в 1905 году, англо-палестинский банк приобрёл около 2000 дунамов (2 км²) земли в местности, которая впоследствии стала называться «Крысиным лесом», а также — «Лесом Герцля», в целях создания сельскохозяйственной фермы и здания управления, которое должено было быть использовано также в качестве музея Герцля, но тем не менее музей там так и не был создан.
Музей был открыт в 1960 году на горе Герцля. В музее были представлены экспонаты, рассказывающие о жизни и деятельности Теодора Герцля, включая его реставрированный рабочий кабинет в Вене с подлинной мебелью и архивными документами. Музей находился в запущенном состоянии на протяжении многих лет и в 2000 году был закрыт.

## Музейный комплекс и экспозиция
Благодаря инициативе д-ра Дэвида Брикстона и в честь 100-летней годовщины со дня смерти Теодора Герцля, отремонтированный и модернизированный музей был открыт вновь в 2005 году. В новом музее представлены четыре аудиовизуальные экспозиции: одна посвящена пути Герцля к сионизму, другая — его деятельности в сионистской политике, третья — его учению, и четвёртая — сравнению точки зрения Герцля по его книге «Старая Новая земля» с достижениями государства Израиль. Восстановленный рабочий кабинет Герцля также включен в экспозицию нового музея.
Музейный комплекс включает в себя два учебных центра: «Образовательный центр изучения сионизма имени д-ра Арье Цимуки» и «Образовательный центр имени Стеллы и Александра Маргулис», который является национальным центром по изучению сионизма.
Центр Герцля находится в ведении Всемирной сионистской организации, организации, основанной самим Герцлем на Первом сионистском конгрессе.

### Мемориальный сад Нормана
Расположенный между музеем Герцля и образовательным центром Стеллы и Александра Маргулис, сад назван в честь внука Теодора Герцля — Стивена Нормана. Это место, где собираются группы туристов и студенты, чтобы услышать рассказ о горе Герцля. На одну из стен сада вписана цитата Стивена Нормана, датированная 1945 годом: «Вы были бы удивлены еврейской молодежи в Палестине — у неё есть символ свободы».

## Галерея

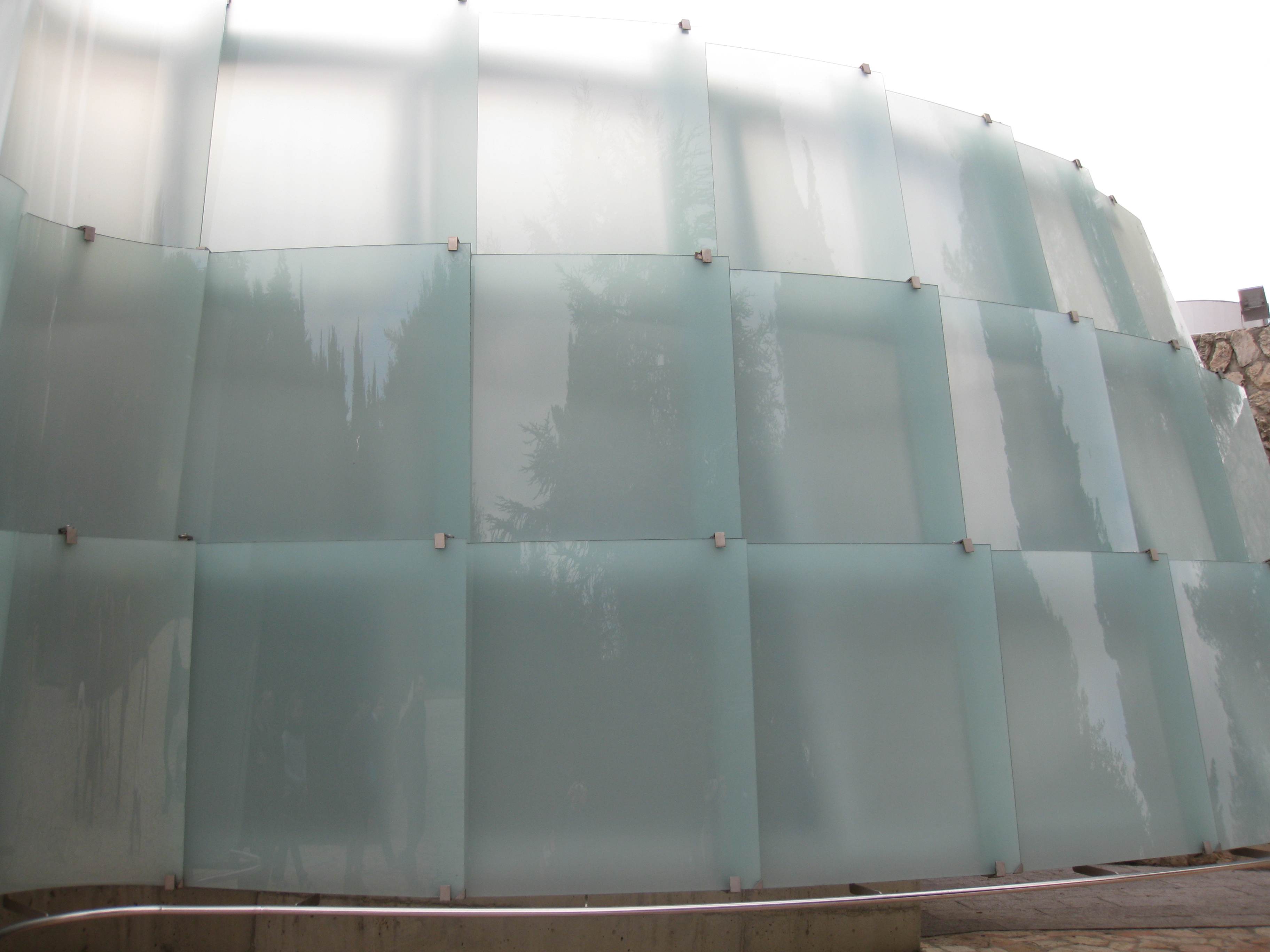
Фасад музея
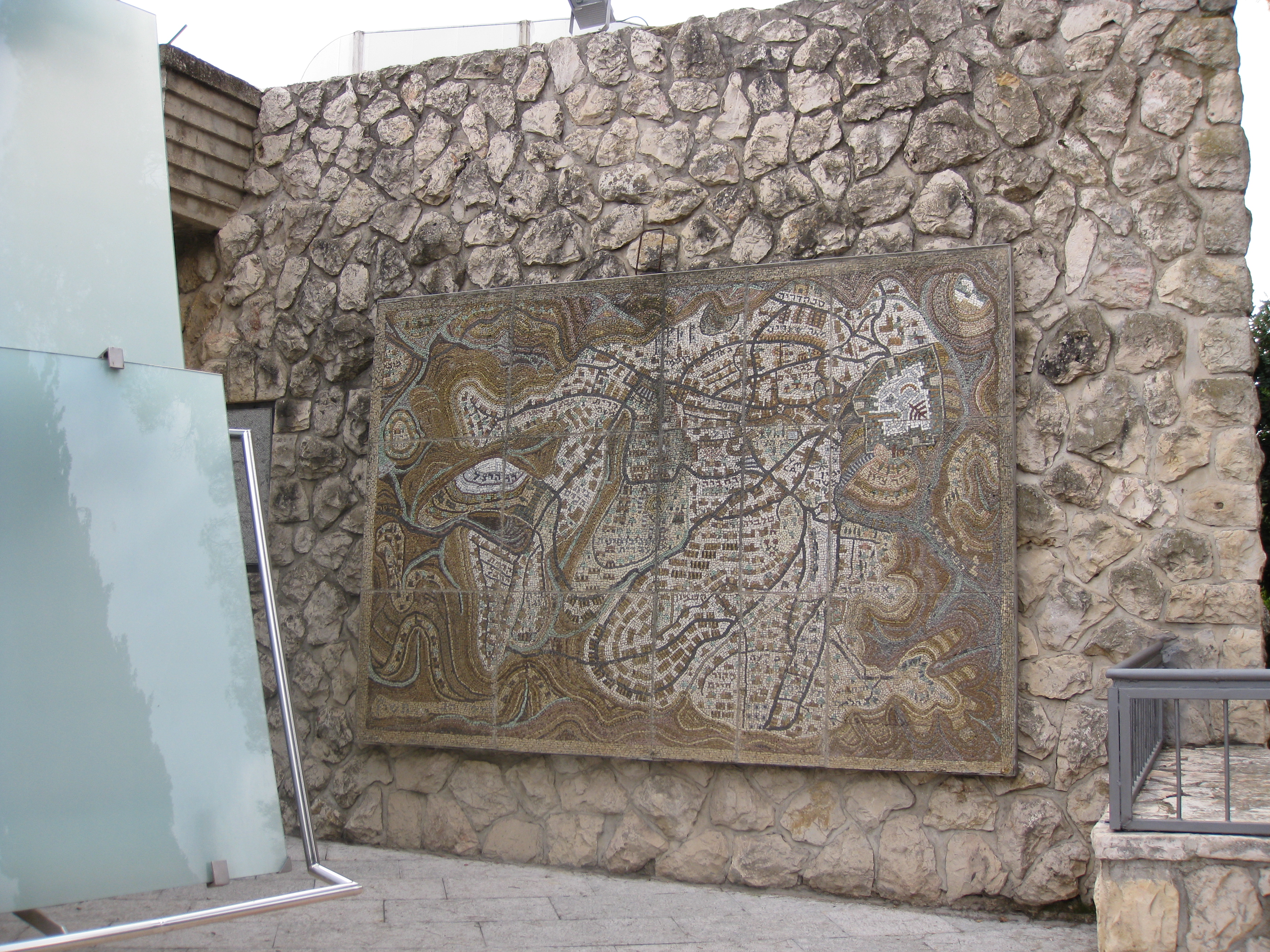
Мозаичная карта Иерусалима на фасаде музея